# Красноштейн, Аркадий Евгеньевич
Арка́дий Евге́ньевич Красноште́йн (26 октября 1937, Горловка — 1 мая 2009, Пермь) — советский и российский учёный в области горного дела, специалист по рудничной аэрологии (газо- и аэрозоль динамика, тепло- и массообмен в шахтах) и безопасности горных работ. Член президиума Пермского научного центра УрО РАН, член-корреспондент РАН (2000), основатель и директор Горного института Уральского отделения Российской академии наук, заслуженный деятель науки Российской Федерации (1996).

## Биография
В 1960 году окончил Пермский политехнический институт. C 1960 по 1988 год работал там же на должностях от ассистента до декана горного факультета.
В 1967 году защитил кандидатскую («Исследование проветривания камер большого объёма в условиях Верхнекамских калийных рудников»), а в 1978 — докторскую диссертацию («Научные основы процессов формирования и нормализации аэрозольного и газового состава атмосферы калийных рудников») диссертацию.
Занимался технологией и комплексной механизацией подземной разработки месторождений полезных ископаемых в Пермском политехническом университете.
Руководил разработкой теории и методов нетрадиционного использования горных выработок калийных и каменно-соляных рудников для спелеотерапии, хранения продуктов сельского хозяйства и других задач.

## Членство в организациях
- 2000 — член-корреспондент Российской академии наук. Уральское отделение РАН, специальность «Геология, геофизика, горные науки».
- член Научного совета РАН по проблемам горных наук
- член Объединённого ученого совета по наукам о Земле УрО РАН
- член Президиума Пермского научного центра УрО РАН
- член двух специализированных советов по присуждению ученой степени доктора наук
- член международных комиссий по спелеотерапии и гляциокарсту
- член Высшего горного совета горнопромышленников России
- 1994 — член Международной Академии экологии и безопасности жизнедеятельности
- 1995 — член Академии горных наук.

## Награды и звания
- 2009 — Орден «За заслуги перед Отечеством» IV степени[2]
- Орден «Знак Почёта»
- 1996 — Заслуженный деятель науки Российской Федерации
- Знак «Шахтёрская слава» II и III степени
- знак Отличник высшей школы
- 1994 — премия А. А. Скочинского
- 1995 — Уральская горная премия